# حسن علوی‌کیا
حسن علوی‌کیا (زاده ۱۰ آذر ۱۲۹۱ در همدان – درگذشته ۶ اردیبهشت ۱۳۹۲ در کالیفرنیا) سرتیپ نیروی زمینی شاهنشاهی در دوران پهلوی و از بنیان‌گذاران سازمان ساواک بود.

## زندگی‌نامه
حسن علوی‌کیا در سال ۱۲۹۱ در تهران به دنیا آمد. تحصیلات ابتدایی و متوسطه را به ترتیب در همدان، اصفهان و مدرسه سن لویی تهران گذراند. در سال ۱۳۱۱ وارد دانشکده افسری شده و در سال ۱۳۱۳ با درجه ستوان دومی فارغ‌التحصیل گردید.
وی دارای لیسانس حقوق بود و در اوایل دولت مصدق ریاست شعبه تجسس رکن دوم ستاد ارتش را عهده‌دار بود. به ظن ارتباط با دربار از این سمت برکنار شده و سرهنگ حسینقلی سررشته جانشین وی شد. در شماری از منابع نام علوی کیا جزو افسران مرتبط با کودتای ۲۸ مرداد نیز آمده‌است.
علوی‌کیا معاون امنیت داخلی ساواک در دوره تیمور بختیار و قائم‌مقام ساواک در دوره حسن پاکروان بود. آخرین مسئولیت وی ریاست ساواک برلین بود که بعد از سفر شاه به آلمان در بهار سال ۱۳۴۶ و تظاهرات دانشجویان، از این سمت برکنار شد. وی زمانی که در ساواک بود افراد زیادی را استخدام کرد که از جمله آن‌ها می‌توان به عیسی پژمان و علی‌نقی عالیخانی اشاره کرد.
علوی‌کیا در سال ۱۳۵۷ به فرانسه و سپس به آمریکا رفت. او در سن ۱۰۰ سالگی در سن دیگوی ایالت کالیفرنیای آمریکا درگذشت.